# Kóstas Georgakópoulos
Kóstas Georgakópoulos (en grec moderne : Κώστας Γεωργακόπουλος, né le 14 juillet 1963 à Athènes) est un athlète grec, spécialiste du lancer de disque.
Il remporte la médaille d'or aux Jeux méditerranéens de 1983, avec son record personnel de 62,58 m, et la médaille d'argent à ceux de 1987.